# 桂平戰鬥 (國軍內戰)
桂平戰鬥發生於1929年6月21日，地點則是在中國桂西一帶，是國民革命軍內部所發生的內戰戰鬥之一。桂平戰鬥的交戰雙方，一方為國軍15師李明瑞部，另一方為桂軍韋雲淞旅部。